# 卡萨尔塔
卡萨尔塔（法語：Casalta，法語發音：[kazalta]）是法国上科西嘉省的一个市镇，属于科尔泰区。

## 地理
卡萨尔塔（42°26'31"N, 9°24'36"E）面积4.91 平方千米，位于法国上科西嘉省，该省份位于科西嘉北部，后者为地中海西部的一座岛屿，也是法国的一个单一领土集体，位于法国大陆部分的东南面，意大利半島的西面，最临近的地块是撒丁岛。
与卡萨尔塔接壤的市镇（或旧市镇、城区）包括：皮亚诺、波里、斯卡塔。

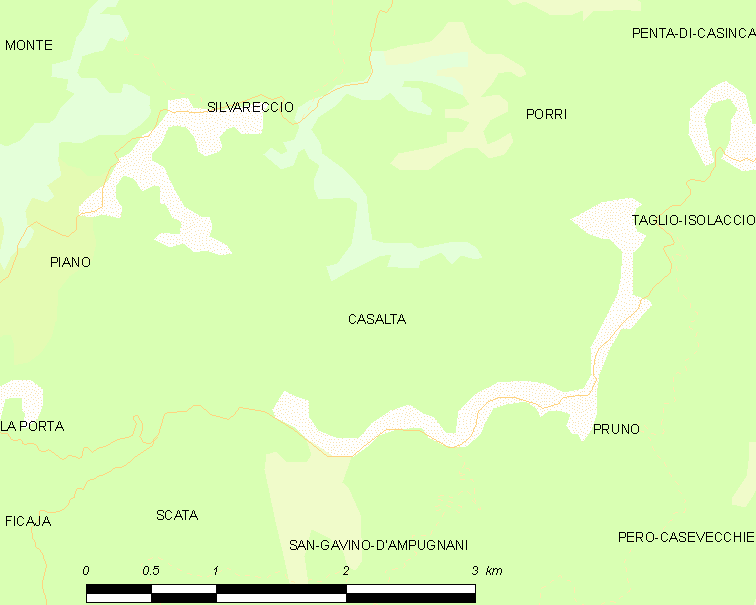
卡萨尔塔的OSM定位图

卡萨尔塔的时区为UTC+01:00、UTC+02:00（夏令时）。

## 行政
卡萨尔塔的邮政编码为20215，INSEE市镇编码为2B072。

## 政治
卡萨尔塔所属的省级选区为卡辛卡-富马尔托县。

## 人口

1962-2008年间卡萨尔塔人口变化图示

卡萨尔塔于2022年1月1日时的人口数量为52人。